# Lavta

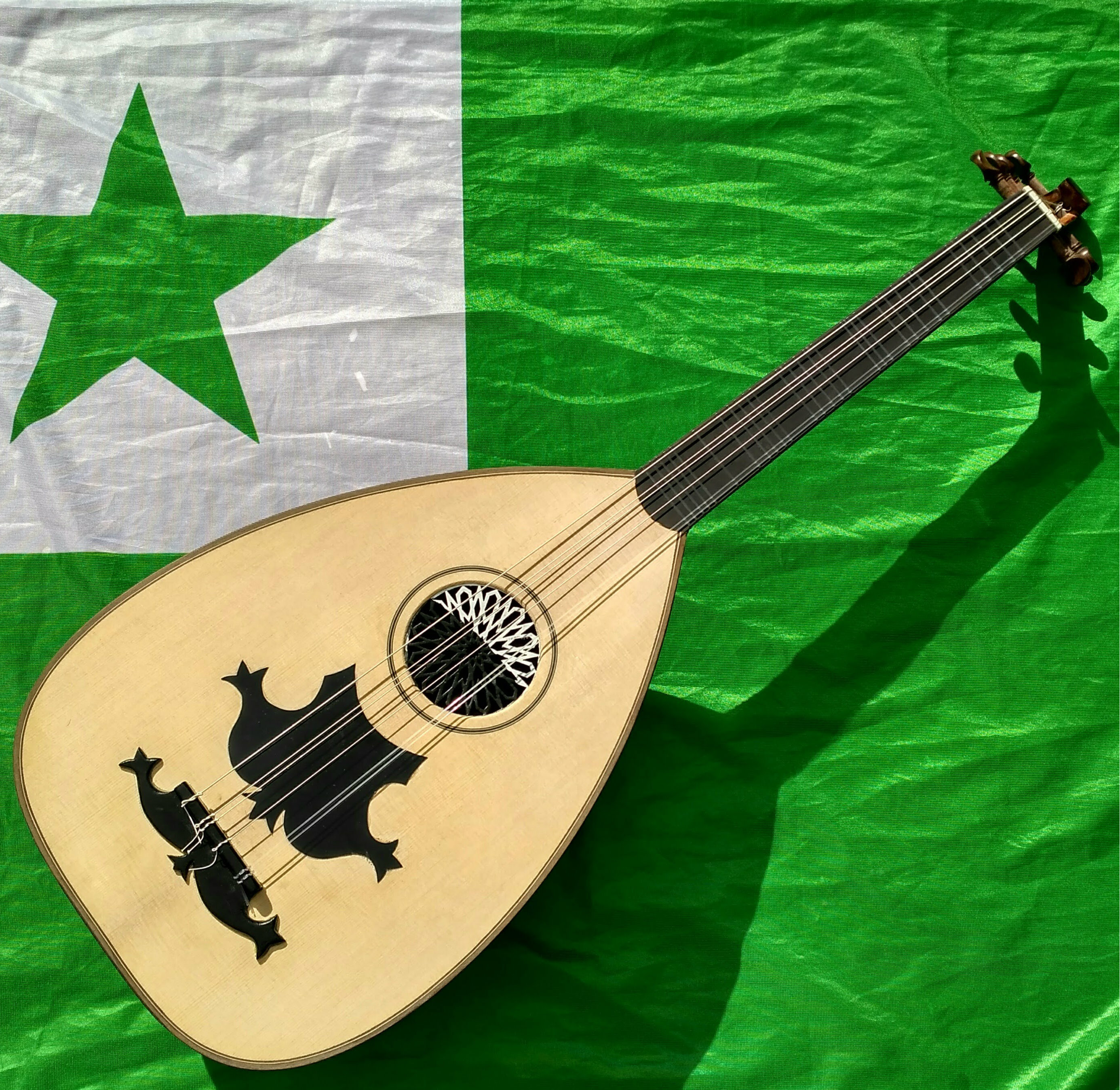
Vista frontal de un lavta

El lavta es un instrumento musical de cuerda pulsada originario de Estambul, perteneciente a la familia del laúd. Su nombre proviene del turco y deriva de la palabra griega «laouto», a su vez proveniente de la voz árabe «ud». En algunas fuentes aparece también como «laguta».

## Descripción
Tiene una pequeña caja hecha con varias nervaduras con la técnica de construcción de las carabelas. Se parece a un laúd árabe pero es más pequeño. Tiene ocho cuerdas de catgut, como el laúd, divididas en parejas.  Mantiene la afinación C G D A (do sol re la). Los trastes ajustables están hechos de catgut y están incrustados en el diapasón, en los intervalos microtonales del sistema makam, una diferencia crucial entre el laúd árabe sin diapasón y el laouto, por lo que está más relacionado con instrumentos como el tanbur. El puente suele tener terminaciones curvas. El diapasón se conecta con la caja de resonancia, que generalmente carece de barniz, y tiene una roseta incrustada. Algunos lavtas presentan una voluta como el laúd, otros tienen una terminación similar a la guitarra o como el buzuki o el laouto griego. Las clavijas son similares a las del violín, con tres a la derecha y cuatro a la izquierda de la cabeza. Se puede tocar con un pequeño plectro.

## Historia
Conocido originalmente como lavuta en armenio (լավութա) y ocasionalmente llamado politiko laouto («laúd de Constantinopla») en griego, fue un instrumento popular en el siglo XX, sobre todo en las comunidades armenias y griegas de Estambul, al igual que en la comunidad turca. Fue uno de los muchos instrumentos tocados por el compositor Cemil Bey. Gradualmente se vio reemplazado por el ud, pero sobrevivió hasta el presente. Desde la década de 1980 el instrumento recuperó fama y se lo puede hallar en Turquía y Grecia.